# Lord Dunsany
Lord Dunsany, właśc. Edward John Moreton Drax Plunkett, 18. baron Dunsany (ur. 24 lipca 1878 w Londynie, zm. 25 października 1957 w Dublinie) – brytyjski pisarz i dramaturg. Wydanych zostało ponad 80 jego książek oraz setki opowiadań. Jego twórczość wpłynęła na wielu pisarzy fantasy, tj. H.P. Lovecraft czy J.R.R. Tolkien.

## Życiorys
Urodził się 24 lipca 1878 roku w Londynie. Pochodził z arystokratycznej rodziny – jego rodzicami byli John William Plunkett, 17. Baron Dunsany, oraz Ernle Grosvenor, kuzynka Richarda Burtona. Jego młodszy brat, Reginald Plunkett, został admirałem w Royal Navy.
Dzieciństwo spędził w Hrabstwie Kent oraz Dunsany Castle, rodzinnej posiadłości w hrabstwie Meath zajmowanej przez ród Dunsany od 1190 roku. Literaturą interesował się od najmłodszych lat: czytał bajki Braci Grimm, baśnie Hansa Christiana Andersena i opowiadania Edgara Allana Poe. Uczył się też w Eton College, jednej z najstarszych szkół męskich w Anglii, oraz w Królewskiej Akademii Wojskowej Sandhurst.
W roku 1899 dołączył do Coldstream Guards, z którymi służył w II wojnie burskiej. W tym samym roku odziedziczył też tytuł barona. Po wojnie przeprowadził się do Dunsany Castle i podjął życie właściciela ziemskiego. W 1904 ożenił się z lady Beatrice Villiers, najmłodszą córką 7. hrabiego Jersey, Victora Child Villiersa. Dwa lata później urodził się ich jedyny syn, Randal Plunkett.
W 1905 roku napisał swój pierwszy zbiór opowiadań fantastycznych, The Gods of Pegana. W latach 1906–1912 ukazały się cztery dalsze zbiory pisarza: Time and the Gods (1906), The Sword of Welleran (1908), A Dreamer's Tales (1910) i The Book of Wonder. W tym czasie Dunsany nawiązał też współpracę z artystą Sidneyem Sime, który w późniejszym czasie zilustrował wiele jego książek.
W 1909 na prośbę W.B. Yeatsa stworzył swój pierwszy dramat, The Glittering Gate. Sztuka została wystawiona w Abbey Theatre w Dublinie i okazała się sukcesem. Jego kolejne dramaty były wystawiane w Rosji i Stanach Zjednoczonych.
Podczas I wojny światowej był kapitanem Royal Inniskilling Fusiliers, regimentu irlandzkiej piechoty. 25 kwietnia 1916 r. został ranny, jednak przetrwał wojnę, po której zajął się pisaniem. W tym czasie tworzył głównie dramaty i powieści. Pierwsza z nich, The Chronicles of Rodriguez, została wydana w 1922 roku.
Prowadził typowe życie arystokraty: zajmował się łowiectwem, strzelectwem i łowieniem ryb, lubił też sport, w szczególności krykiet. Pasjonowała go gra w szachy, był autorem licznych zagadek szachowych oraz wariantu szachów zwanego szachami Dunsany’ego.
Do jego przyjaciół należeli m.in. George William Russell, Rudyard Kipling i William Butler Yeats. Był członkiem Royal Society of Literature, Royal Geographical Society, Irish Academy of Letters i L’Institut Historique et Heraldique de France.
W latach 30. przekazał posiadłość synowi i przeprowadził się do Shoreham w Hrabstwie Kent. Od 1940 do 1941 roku pełnił funkcję profesora literatury angielskiej na Uniwersytecie Ateńskim. Po powrocie do Anglii publikował kolejne powieści i tomiki swoich wierszy, napisał też trzy autobiografie.
Zmarł 25 października 1957 w szpitalu w Dublinie z powodu ataku wyrostka robaczkowego.

## Twórczość

### Powieści
- The Chronicles of Rodriguez (Don Rodriguez: Chronicles of Shadow Valley, 1922)
- Córka króla elfów (The King of Elfland's Daughter, 1924)
- The Charwoman's Shadow (1926)
- The Blessing of Pan (1927)
- The Curse of the Wise Woman (1933)
- Up In The Hills (1935)
- Rory and Bran (1936)
- My Talks With Dean Spanley (1936)
- The Story of Mona Sheehy (1939)
- Guerilla (1944)
- The Strange Journeys of Colonel Polders (1950)
- The Last Revolution (1951)
- His Fellow Men (1952)

### Dramaty
- A Night At An Inn (1916)
- If (1921)
- The Laughter of the Gods (1922)
- The Tents of the Arabs 1922)
- The Queen’s Enemies (1922)
- The Compromise of the King of the Golden Isles (1923)
- The Flight of the Queen (1923)
- Cheezo (1923)
- A Good Bargain (1923)
- If Shakespeare Lived Today (1923)
- Fame and the Poet (1923)
- The Gods of the Mountain (1923)
- The Golden Doom (1923)
- King Argimenes and the Unknown Warrior (1923)
- The Glittering Gate (1923)
- The Lost Silk Hat (1923)
- Alexander (1925)
- The Old King’s Tale (1925)
- The Evil Kettle (1925)
- The Amusements of Khan Karuda (1925)
- Atalanta in Wimbledon (1928)
- The Raffle (1928)
- The Journey of the Soul (1928)
- In Holy Russia (1928)
- His Sainted Grandmother (1928)
- The Hopeless Passion of Mr. Bunyon (1928)
- The Jest of Hahalaba (1928)
- The Old Folk of the Centuries (1930)
- Lord Adrian (1933)
- Mr. Faithful (1935)

### Zbiory dramatów
- Plays of Near and Far (1922)
- Plays of Near and Far (edycja z dramatem If, 1923)
- Five Plays (1914)
- Plays of Gods and Men (1917)
- Alexander and Three Small Plays (1925)
- Seven Modern Comedies (1928)
- Plays for Earth and Air (1937)

### Zbiory opowiadań

#### Seria o Josephie Jorkensie
- The Travel Tales of Mr. Joseph Jorkens (1931)
- Jorkens Remembers Africa (Mr. Jorkens Remembers Africa, 1934)
- Jorkens Has a Large Whiskey (1940)
- The Fourth Book of Jorkens (1947)
- Jorkens Borrows Another Whiskey (1954)

#### Inne
- The Gods of Pegana (1905)
- Time and the Gods (1906)
- The Sword of Welleran and other stories (1908)
- A Dreamer's Tales (1910)
- Selections from the Writings of Lord Dunsany (1912)
- The Book of Wonder (1912)
- Fifty-One Tales (The Food of Death, 1915)
- Tales of Wonder (The Last Book of Wonder, 1916)
- Tales of War (1918)
- Unhappy Far-Off Things (1919)
- Tales of Three Hemispheres (1919)
- The Little Tales of Smethers and other stories (1952)
- The Sword of Welleran and other tales of enchantment (1954)
- The Man Who Ate the Phoenix (1949)

### Zbiory wierszy
- Fifty Poems (1929)
- Mirage Water (1938)
- War Poems (1941)
- Wandering Songs (1943)
- To Awaken Pegasus (1949)

### Autobiografie
- Patches of Sunlight (1938)
- While the Sirens Slept (1944)
- The Sirens Wake (1945)